# Оана Цою
Оана-Сільвія Цою (9 липня 1985, Келераші) — румунський політик, депутат парламенту. Міністерка закордонних справ Румунії з 2025 року.

## Життєпис
Народилася 9 липня 1985 року в Келерашах. У 2009 році вона закінчила факультет комунікацій, зв'язків з громадськістю та реклами Бухарестського університету.
Вона брала активну участь у студентській організації AIESEC, серед іншого, була її президентом у Бухаресті. У 2014 році перебувала у США як стипендіатка Німецького фонду Маршалла. Професійно займалася координацією програм із соціального підприємництва та громадянської активності, брала участь у різних навчальних проектах та консультативних групах.
З серпня 2016 року по січень 2017 року вона обіймала посаду державного секретаря в Міністерстві праці, сім'ї, соціального захисту та людей похилого віку. У 2018 році вона приєдналася до партії PLUS Дачіана Чолоша, а пізніше стала активісткою Союзу порятунку Румунії. У 2020 році вона вперше була обрана до Палати депутатів. Вона успішно балотувалася на переобрання на виборах 2024 року.
У червні 2025 року вона обійняла посаду міністра закордонних справ в уряді Ілліє Боложана.